# Bosmina
Bosmina là một chi động vật giáp xác thuộc bộ Cladocera. Đặc điểm nổi bật của chi này phân biệt nó với chi Bosminopsis (một thành viên khác của họ Bosminidae) là râu của Bosmina tách rời chứ không nhập lại làm một ở gốc.
Bosmina là sinh vật ăn lọc, với nguồn thức ăn của chúng là tảo và sinh vật đơn bào. Các thành viên thuộc chi Bosmina sử dụng một cơ chế kép trong việc kiếm ăn: chân thứ hai và ba có tác dụng khuấy nước và lọc thức ăn trong đó còn chân thứ nhất thì cầm nắm thức ăn để miệng tiêu thụ. Để thực hiện tác dụng lọc, chân thứ hai và ba có các lông mịn sắp xếp như một cái màng lọc dạng răng lược để "hớt" thức ăn.

## Danh sách loài
- Bosmina affinis
- Bosmina arctica
- Bosmina berolinensis
- Bosmina bohemica
- Bosmina brevirostris
- Bosmina cederstroemi
- Bosmina chilensis
- Bosmina coregoni
- Bosmina crassicornis
- Bosmina curvirostris
- Bosmina diaphana
- Bosmina fatalis
- Bosmina freyi
- Bosmina gibbera
- Bosmina globosa
- Bosmina hagmanni
- Bosmina humilis
- Bosmina insignis
- Bosmina lacustris
- Bosmina liederi
- Bosmina lilljeborgi
- Bosmina lilljeborgii
- Bosmina longicornis
- Bosmina longirostris
- Bosmina meridionalis
- Bosmina microps
- Bosmina mixta
- Bosmina obtusirostris
- Bosmina procumbens
- Bosmina stuhlmanni
- Bosmina thersites